# Éthiopiques (Senghor)
 (décembre 2014).
- Si vous ne connaissez pas le sujet, laissez ce bandeau (vous pouvez alors contacter les auteurs).
- Si vous supprimez le contenu mis en cause (vous pouvez préalablement contacter les auteurs),

argumentez précisément cette suppression dans la page de discussion
(un manque de référence n'est pas un argument ; une recherche réelle de référence doit avoir été effectuée, être formellement documentée).
Pour les articles homonymes, voir Éthiopiques.
Éthiopiques, écrit entre 1947 et 1956, est un recueil de poèmes publié par l'écrivain français et sénégalais Léopold Sédar Senghor en 1956. En termes d'esthétique, ce recueil s’inscrit dans la lignée de son précédent recueil, Hosties noires. 

L’œuvre manifeste la volonté de célébrer les valeurs d’une culture négro-africaine bafouées par la période coloniale mais en s’orientant vers un concept fort de métissage culturel et de Civilisation de l’Universel. Ce recueil se compose à la manière de feuillets de partition musicale contenant sept guimms, un poème dramatique (« Chaka »), une longue série d’« Épitres à la Princesse » et huit élégies (« D’autres chants… ») auxquels s’ajoute une postface-manifeste poétique : « Comme les lamantins vont boire à la source ».

## Revendication de la culture négro-africaine

### Glorifier le passé de l’Afrique
En usant de références claires à l’histoire africaine et à ses héros mythiques (« Chaka », par exemple), l’écriture poétique de Senghor cherche à glorifier l’Afrique en tant que berceau culturel. Ainsi, le royaume de la reine de Saba devient sous la plume de Senghor une Éthiopie mythique et le poète fait de la reine elle-même « la mère de la Négritude ». Toutefois, loin de se refermer sur elle-même, la Négritude trouve aussi ses racines dans le passé culturel gréco-latin au moyen d’une écriture ponctuée de nombreux archaïsmes et latinismes. « Ton sourire était doux sous paupières déclives » (« Teddungal ») Ici « déclives » est issu du latin declivus (pentu). L’inspiration antique des poèmes est aussi formelle, comme le montre le poème « Chaka » où la présence du chœur et du coryphée fait référence au théâtre grec antique.

### Un rapport sensualiste au monde
La Négritude se décline en une philosophie dans laquelle l’influence de Sartre est significative. Senghor lui emprunte en effet la notion d’être-au-monde en la transposant dans une autre aire culturelle, l’inscrivant ainsi dans « une conception nègre du monde ». L’être-au-monde africain se caractériserait par une participation au monde dans un rapport sensualiste aux choses. Dans le poème « L’Absente », « Écoutez jeunes filles, le chant de la sève qui monte à vos gorges debout », le renouveau que suscite le printemps dans la Nature est transposé dans le corps humain, qui vit donc ce retour depuis le monde végétal lui-même. Le choix des comparants démontre une volonté d’ancrage dans le concret. Senghor utilise l’intertexte biblique, mais en le distordant afin de privilégier la matière: « Toutes choses vaines sous le van, toutes choses vaines dans le vent et l’odeur des charniers ». On trouve en lieu et place du terme attendu de « vent » un instrument agricole, le van, auquel fait écho « l’odeur des charniers » placé en hyperbate. L’absence prend ainsi la forme concrète d’une famine.

### Effet d’étrangeté: faire du lecteur occidental un étranger à sa propre langue
Senghor ne cesse de faire apparaître dans sa poésie les éléments d’un patrimoine typiquement africain qui font figure d’exotismes pour le lecteur européen contemporain ainsi projeté dans une réalité autre avec ses kôras, ses balafongs, ses tamtams, ses dyâlis (sorte de troubadours) ou ses bêtes sauvages. La voix des conteurs et des chantres s’est pleinement emparé de la langue parlée en métropole pour que naisse chez le lecteur français ce sentiment étrange de lire dans sa langue maternelle une langue autre que le français.

## Métissage culturel et linguistique: réalisation d’un idéal métissé dans l’écriture

### Senghor: poète du «troisième temps»[2]
Si l’on peut voir la Négritude comme point de départ du style de Senghor, l’écriture poétique devient prétexte au dépassement de la dualité entre les deux patrimoines dont le poète a hérité : l’africain et l’occidental. D’elle découlent des tensions fondamentales qui structurent son écriture (tradition/modernité, passé/futur, Soi/Autre…). «  Épîtres à la Princesse » illustre ce dépassement, la poésie devenant dans le troisième temps le lieu d’une réconciliation : « Et mon pays de sel et ton pays de neige chantent à l’unisson » Par ailleurs, loin d’être une forme de « nostalgie complaisante », le passé est revécu avec la force du présent tourné vers l’avenir. « Je ne sais en quels temps c’était, je confonds toujours / l’enfance et l’Éden / Comme je mêle la Mort et la Vie – un pont de douceur les relie. » (« D’autres chants ») De plus, la charge axiologique des couleurs est inversée. Ainsi, le noir n’est pas, chez Senghor, synonyme de mort mais de force vitale.

### Syntaxe de lajuxtapositionet principe d’évocation
Senghor s’attache à nommer les éléments de manière à rendre compte d’un contact immédiat avec la Nature, référent sensible mais qui possède aussi un rôle actif. « Ô toi l’Impaludée de ton lignage, délivre-moi de la surrection de mon sang. » (« Congo ») Par ailleurs, la reprise de certains de ces noms au sein de figures de répétition met au jour ce que Makhily Gassama appelle « les mots accoucheurs », Senghor considérant lui-même que « le poète est comme la femme en gésine : il lui faut enfanter ».
La syntaxe fondamentalement nominale est peu liée. Cette stylistique de la juxtaposition traduit un attachement à la langue mère et tend à faire écho aux surréalistes : « Ils firent sauter tous les mots-gonds, pour nous livrer des poèmes nus, haletant du rythme même de l’âme. Ils avaient retrouvé la syntaxe nègre de la juxtaposition». Par ailleurs, elle est aussi à comprendre comme la réalisation de la syntaxe africaine en langue française. « Comme rosée du soir, ton épître a fait mes yeux frais / mon cœur. » (« Épîtres à la Princesse). C’est le sens creux du verbe « faire » qui est ici actualisé, et non son sens plein de « créer, fabriquer ». On comprend par évocation « a rendu mes yeux frais ».
Dès lors que le lecteur ne parvient pas à associer un nom à une réalité connue, l’écriture passe de la convocation à l’évocation. Ce procédé est à l’œuvre aussi dans l’usage des noms propres – source d’exotisme ou d’incertitude référentielle : « Sall ! Je proclame ton nom Sall ! » (« Teddungal »)

### «Chant, parole et musique en même temps»[9]
Avec la présence systématique d’un instrument de musique pour accompagner le texte, Éthiopiques se distingue des autres recueils. On a pu réduire la poésie de Senghor au simple rythme du tam-tam mais sa réalisation poétique est en fait plus complexe et se développe à différents niveaux de la langue. Senghor ne cesse de jouer d'allitérations, d’assonances multiples, de reprises et d’anaphores, mêlant souvent ces procédés pour permettre la mise en valeur de mots ou d’expressions dans une impression de martèlement : « Oho ! Congo oho ! » (« Congo »). Dans ce même poème, la seule répétition du verbe « rythmer » semble lui conférer une valeur performative : « Rythmez clochettes rythmez langues rythmez rames la danse ». Senghor souligne lui-même la valeur de ces répétitions : « La reprise ou répétition est le tour le plus courant de la poésie négro-africaine. Elle a valeur incantatoire : injonctive ».